# Sokndal
Sokndal este o comună din provincia Rogaland, Norvegia.
Are o suprafață de 294,98 km². Populația este de 3.324 locuitori, determinată în 1 ianuarie 2023, prin Folkeregisteret[*].